# Samostan Gandan Sumtseling
Samostan Ganden Sumtsenling, znan tudi kot Sungtseling in Guihuasi (tibetansko: དགའ་ལྡན་སུམ་རྩེན་གླིང་, Wylie: dga' ldan sum rtsen gling, THL: ganden sumtsenling; kitajščina: 松赞林寺, pinjin: Sōngzànlín Sì), je tibetanski budistični samostan, ki leži 5 kilometrov od mesta Šangri-La na nadmorski višini 3380 metrov v provinci Junan, Kitajska. Samostan, zgrajen leta 1679, je največji tibetanski budistični samostan v provinci Junan in se včasih imenuje tudi mala palača Potala. Stoji v glavnem mestu tibetanske avtonomne prefekture Dêqên in je tudi najpomembnejši samostan na jugozahodu Kitajske.
Pripada sekti rumenih kap tibetanskega budizma Gelukpa reda dalajlame. Budistična vizionarska vnema petega dalajlame je leta 1679 ustanovila samostan v Šangri-La. Njegova arhitektura je mešanica tibetanskega in kitajskega sloga Han. Med kulturno revolucijo je bil močno poškodovan in nato leta 1983 obnovljen; na vrhuncu je samostan nudil nastanitev 2000 menihom; trenutno v obnovljenih stavbah sprejme 700 menihov v 200 pripadajočih hišah.

## Geografija
Samostan s skupino stavb, stisnjenih skupaj na valovitem kmetijskem zemljišču, stoji v mestu Jiantang v provinci Junan, ki je zdaj preimenovano v mesto Šangri-La v preimenovanem okrožju Šangri-La, v osrčju gorovja Hengduan; je del naravnega rezervata Mount Baimang, vendar samostan nima zasneženega ozadja. Na severozahodu ga omejuje Tibet, na severu Muli in Ganzi, na zahodu reka Salven, avtonomna prefektura Lisu, na jugu pa Lidžjang; prebivalstvo je mešanica Tibetancev, Huijev, Baijev, Našijev in Hanov. Mesto je na znameniti južni svilni poti, ki izvira v provinci Sečuan na severu, prečka provinco Junan in sega v Vietnam.
Iz Šangri-La obstajajo dobro vzpostavljene cestne povezave z Laso, Litangom, Dalijom in tibetanskim Sečuanom. Je 198 kilometrov severozahodno od Lidžjanga. Šangri-La ima tudi dobre zračne povezave z Laso in Kunmingom z letališča Šangri-La Dičing, ki je 7 kilometrov južno od mesta v tibetanski avtonomni prefekturi Dêqên. Vendar trenutno ni železniških povezav. Samostan je od mesta Šangri-la oddaljen eno uro hoje in je glavna turistična atrakcija, sprememba imena mesta v Šangri-La in impresivni samostanski kompleks pa naj bi spodbudila turizem na tem kraju.

## Zgodovina
Samostan Sumtseling, ki pripada budističnemu redu Gelukpa, je ustanovil peti dalajlama leta 1679. Zgrajen je bil med vladavino cesarja Kangši iz dinastije Čing (vladal 1662–1722). V celoti je podpiral razvoj tega samostana. Pravijo tudi, da je bil cesar povezan z iskanjem reinkarnacije sedmega dalajlame.
24. aprila 1936 je samostan nudil polno podporo komunističnemu generalu He Longu, ki je med svojo kampanjo potoval skozi to območje. Vendar je bil samostan leta 1959 delno uničen. Od leta 1981 so se razmere spremenile, samostanske stavbe so bile večinoma obnovljene in prevladuje normalnost.

## Strukture
Samostan, zgrajen v 17. stoletju kot največji budistični samostan v provinci Junan po razodetju petega dalajlame, je v skladu s tradicionalnim tibetanskim arhitekturnim slogom. Ima šest glavnih struktur, vključno z osmimi kolegiji. Vhodna vrata so ob vznožju hriba in omogočajo dostop do glavne dvorane samostana po 146 stopnicah.
V glavni dvorani samostana se zbira več kot 1500 menihov, ki recitirajo budistične spise. V tej dvorani je shranjena množica svetih spisov, napisanih na palmovih listih, pozlačen kip Bude Šakjamunija, ki je visok 8 metrov, pri glavnem oltarju pa so tudi slike, ki prikazujejo Budovo življenje. Oltar je stalno okrašen z maslenimi svetilkami iz jakovega masla.
Samostan ima dve glavni stavbi lamaseriji – Džacang in Džikang – poleg več manjših lamaserijev. Zgrajenih je bilo tudi veliko dnevnih sob za bivanje menihov. Glavna samostanska stavba, zgrajena v tibetanskem slogu, ima pozlačeno bakreno streho, podobno tisti v samostanu Potala v Lasi. Druge stavbe v kompleksu so zgrajene v kitajskem slogu Han.
Cesta iz starega mestnega jedra vodi do svetopisemske sobe (Gučeng Zangdžingtang), ki je bila prej spominska dvorana Rdeče armade v spomin na dolgi pohod Rdeče armade v 1930-ih. Na nasprotnem koncu te dvorane, čez cesto, je park Gulšan (Gulšan Gongjuan), v katerem je samostan s čudovitim razgledom na mesto in okolico. Naprej po cesti, znani kot Changzeng Lu' (2 kilometra dolga ulica, ki se razteza od severa proti jugu in se križa v obliki mreže), proti skrajnemu jugu, je še en tempelj. Skozi to ulico pridete do vrtov in paviljona; severneje na hribu pa stoji čorten (tibetanska stupa). Vzhodno-zahodna cesta Tuanje Jie vodi do številnih manjših templjev na južnem koncu okoli starega mestnega jedra.

## Festivali
Festival Gedong se vsako leto 29. novembra odvija na območju samostana, ko se verniki iz regije udeležijo bogoslužja in si ogledajo verske plese v maskah – ples Čam – ki jih izvajajo menihi v pisanih kostumih, ki prikazujejo božanstva, duhove in živali.
Tridnevni »Festival konjskih dirk«, znan tudi kot »Festival nebeških konj«, se odvija v Zandiaongu nekje junija (po luninem koledarju: 5. dan 5. meseca), jugovzhodno od mesta, ki vključuje ples, petje in prehranjevanje, poleg konjskih dirk. Trgovci s konji se tukaj zberejo v svojih najlepših oblačilih iz krzna in svile. Družine vaščanov taborijo v šotorih na določenem travniku za konjske dirke na nadmorski višini 3288 metrov.
Nov festival, uveden v 1990-ih, se imenuje »Festival manjšin« in poteka septembra, na njem pa sodelujejo umetniki iz sosednjih okrožij in Tibeta, ki predstavljajo svoje umetniške oblike.